# Sgorigrad

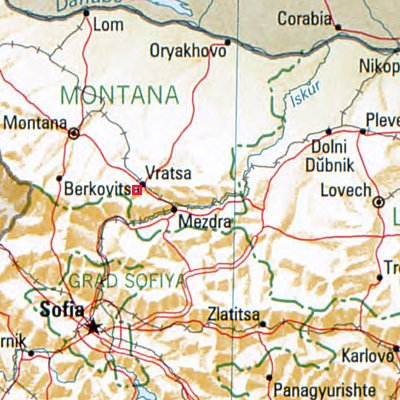
Sgorigrad (rotes Viereck) – Bulgarien – Nachbarorte: Wraza, Mesdra, Montana, Berkowiza, Lom, Orjachowo, Dolni Dabnik, Lowetsch, Karlowo, Panagjurischte, Slatiza, Sofia

Sgorigrad [ˈzɡɔriˌɡrat] (bulg.: Згориград, auch Zgorigrad) ist ein Dorf in Nordwestbulgarien, in der Oblast Wraza, in der Gemeinde Wraza, 4 km südwestlich der Stadt Wraza. Der Name bedeutet „die Stadt hinter den Gebirgen“.

## Geschichte
Das Absetzbecken der Mir-Mine in Sgorigrad brach am 1. Mai 1966, nachdem es überflutet wurde. Die Zahl der Toten wird mit >96, >300 oder 488 angegeben.
Der Staudamm war 12 m hoch und hielt 220.000 m³ Absetzschlämme aus der Produktion von Blei, Zink, Kupfer und Silber zurück.
Nach schweren Regenfällen stieg der Wasserspiegel an, bis die Dammkrone überflutet wurde, worauf der Damm weggespült wurde. Die entstehende Flutwelle bewegte sich 6 bis 8 km weit durch das Tal und zerstörte das Dorf Zgorigrad, das 1 km unterhalb lag, zur Hälfte.
In der Nähe der Unglücksstelle befindet sich der sehenswerte Wasserfall „Borow Kamak“. Ein Erlebnispfad für Touristen beginnt genau an der Stelle des ehemaligen Absetzbeckens.
Nachdem 1985 die Katastrophe von Stava geschehen war, wird beider Ereignisse gemeinsam gedacht.
Seit 2012 ist der Ort Namensgeber für den Sgorigrad-Nunatak im Grahamland in der Antarktis.